# قصر سفید (فیلم)
قصر سفید (انگلیسی: White Palace) فیلمی آمریکایی در سبک رمانتیک اروتیک به کارگردانی لوئیس مندوکی است که در سال ۱۹۹۰ منتشر شد.